# Молжаниново
«Молжани́ново» — остановочный пункт в Молжаниновском районе САО Москвы на линии Москва — Тверь между станцией Химки и остановочным пунктом Новоподрезково.
До 31 января 2020 года назывался «Планерная». Переименован, так как дублировал название станции метро в Москве. Получил название «Молжаниново» по расположению в Молжаниновском районе Москвы, недалеко от бывшей деревни Молжаниновка. Рядом с остановочным пунктом строится одноимённый жилищный комплекс.

## История
Остановочный пункт появился в конце 1920-х годов недалеко от деревни Филино. Первоначально носил название «Первомайская», но в 1932 году переименован по расположенной поблизости планёрной школе ОСОАВИАХИМ в «Планерная». Позже планёрная станция была переведена в другое место, а на её месте была создана конноспортивная школа общества «Спартак», ныне Олимпийский учебно-спортивный центр «Планерная». В 2012 — 2013 годах платформа в сторону области демонтирована и отстроена заново в связи с прокладкой 4-го пути.

## О станции
Имеет две основные посадочные платформы на 1-м и 2-м путях. На 3-м (среднем) пути в 1990-е годы, во время ремонта участка линии после оползня, была сооружена дополнительная короткая посадочная платформа на один вагон.
Для перехода между платформами используется подземный пешеходный тоннель, либо настил с южного торца станции.
Выходы к Лужской улице и Ленинградскому шоссе (около 100 метров) и Старофилинской улице (около 300 метров до деревни Филино, ныне в составе Москвы, и посёлка Спартак Химкинского городского округа Московской области). В пешеходной доступности от платформы находится Олимпийский учебно-спортивный центр «Планерная», Химкинское кладбище, СКБ экспериментального оборудования при Институте медико-биологических проблем РАН.

## Наземный общественный транспорт
На этой станции можно пересесть на следующие маршруты городского пассажирского транспорта:

Автобусы: c453, с453в, 817, 865, 865к, 400, 350, 30, 50, 437, н1 (ночной)
Маршрутки: 8160